# Zodarion pythium
Zodarion pythium är en spindelart som beskrevs av Denis 1935. Zodarion pythium ingår i släktet Zodarion och familjen Zodariidae.
Artens utbredningsområde är Grekland. Inga underarter finns listade i Catalogue of Life.